# Dall'amore in poi
Dall'amore in poi è un album della cantante italiana Iva Zanicchi, pubblicato nel 1972.
L'album è presente sulle piattaforme digitali e sui servizi di streaming.
(Iva Zanicchi, Basterà)

## Tracce
1. Mi ha stregato il viso tuo - 4:08 - (Luigi Albertelli - Roberto Soffici)
2. Sei tornato a casa tua - 3:55 - (Alberto Testa - Virca - Gualtiero Malgoni)
3. Chi sono io - 3:48 - (Luigi Albertelli - Giancarlo Colonnello)
4. Canal Grande - 2:33 - (Stefano Scandolara - Michele Francesio)
5. Mi esplodevi nella mente - 4:30 - (Franco Simone)
6. La mia sera (Amazing Grace) - 3:12 - (Paolo Limiti - Ezio Leoni)
7. A te - 3:50 - (Franco Simone)
8. Dall'amore in poi - 3:03 - (Camillo Castellari e Corrado Castellari)
9. Tutto - 4:10 - (Marisa Terzi - Piero Josè)
10. Il sole splende ancora (The sun is shining) - 3:58 - (Claudio Daiano - Bobby Boyd - Frank Abel)
11. Basterà - 3:53 - (Camillo e Corrado Castellari)

## Crediti
- Produzione: Ezio Leoni
- Arrangiamenti: Enrico Intra
- Tecnico di registrazione e re-recording: Gianluca Citi

## Stampe estere
| Anno di pubblicazione | Paese             | Titolo            | Etichetta          |
| --------------------- | ----------------- | ----------------- | ------------------ |
| 1973                  | Argentina/Uruguay | Mas alla del amor | RI-FI - RFLS 60008 |